# Brložský potok (vattendrag i Tjeckien, lat 49,30, long 14,05)
Brložský potok är ett vattendrag i Tjeckien. Det ligger i den centrala delen av landet, 90 km söder om huvudstaden Prag. Brložský potok ligger vid sjön Dobevský Rybník.